# Хуан Руїс де Аларкон
Хуан Руїс де Аларкон-і-Мендоса (1581 ?, Таско-де-Аларкон — 4 серпня 1639, Мадрид) — іспанський драматург. Автор 26 п'єс.

## Життя і творчість
Народився в Мексиці. 1600 року переїхав до Іспанії, де закінчив Саламанкський університет. 1604 роуц виїхав до Мексики, де протягом десяти років вів адвокатську практику. 1614 року повернувся до Іспанії й через 11 років, 1625 року, зайняв посаду в Раді у справах Індії.
Опубліковані Аларконом п'єси можна розділити на п'ять груп:
- комедії-інтриги (написані як наслідування Лопе де Веги та Тірсо де Моліни);
- комедії характерів;
- героїчні драми;
- історичні трагедії;
- комедії на фантастичні теми.